# Lewis Buxton
Pour les articles homonymes, voir Buxton.
Lewis Edward Buxton (né le 10 décembre 1983 à Newport, sur l'île de Wight (Royaume-Uni) est un footballeur anglais. Il joue au poste de défenseur.

## Biographie
En octobre 2008, Sheffield Wednesday obtient le prêt de Buxton pour une durée d'un mois, puis son club propriétaire, Stoke City, accepte une prolongation jusqu'au mois de janvier suivant. Convaincant dans son nouveau club, Buxton souhaite rester à Sheffield. Son entraîneur Brian Laws confie souhaiter obtenir une nouvelle prolongation du prêt, jusqu'à la fin de la saison.
Finalement, quelques jours plus tard, le 26 janvier 2009, Laws annonce avoir obtenu le transfert définitif du joueur assorti d'un contrat de deux ans et demi.
Le 5 août 2016, il rejoint Bolton Wanderers

## Statistiques détaillées
| Saison                | Club                  | Championnat           | Championnat | Championnat | Coupe(s) nationale(s) | Coupe(s) nationale(s) | Total | Total |
| Saison                | Club                  | Division              | M.          | B.          | M.                    | B.                    | M.    | B.    |
| 2008 - 2009           | → Sheffield Wednesday | Championship (D2)     | 15          | 0           | 1                     | 0                     | 16    | 0     |
| 2008 - 2009           | Sheffield Wednesday   | Championship (D2)     | 17          | 1           | 0                     | 0                     | 17    | 1     |
| 2009 - 2010           | Sheffield Wednesday   | Championship (D2)     | 28          | 0           | 1                     | 0                     | 29    | 0     |
| 2010 - 2011           | Sheffield Wednesday   | League One (D3)       | 30          | 1           | 2                     | 0                     | 32    | 1     |
| 2011 - 2012           | Sheffield Wednesday   | League One (D3)       | 37          | 1           | 2                     | 0                     | 39    | 1     |
| 2012 - 2013           | Sheffield Wednesday   | Championship (D2)     | 20          | 0           | 2                     | 0                     | 22    | 0     |
| Total sur la carrière | Total sur la carrière | Total sur la carrière | 147         | 3           | 8                     | 0                     | 155   | 3     |